# فيليبي بيروني
فيليبي بيروني (بالإسبانية: Felipe Perrone؛ بالبرتغالية: Felipe Perrone) هو لاعب كرة الماء إسباني وبرازيلي، ولد في 27 فبراير 1986 في ريو دي جانيرو في البرازيل.

## وصلات خارجية
- فيليبي بيروني على موقع الاتحاد الدولي للسباحة (الإنجليزية)
- فيليبي بيروني على موقع اللجنة الأولمبية الدولية (الإنجليزية)
- فيليبي بيروني على موقع أوليمبيديا (الإنجليزية)
- فيليبي بيروني على موقع اللجنة الأولمبية البرازيلية (البرتغالية)